# Vera Lossau
Vera Lossau (* 1976 in Haan) ist eine deutsche Künstlerin.

## Leben
Vera Lossau studierte an der Kunstakademie Düsseldorf bei Rita McBride und Magdalena Jetelová. Ihre Werke waren bislang in mehreren Einzelausstellungen zu sehen, darunter im Kunstverein Mönchengladbach (2005), im Stadtmuseum Hattingen (2008) und im Ernst & Young Artforum in Düsseldorf (2008). 
2009 stellte Vera Lossau in den Bergischen Kunstausstellungen im Museum Baden in Solingen und der Städtischen Galerie Remscheid aus.
Bis 2005 war Vera Lossau leitende Mitarbeiterin in der Arbeitsgemeinschaft für Jugendarbeit e.V. Bonn. Sie war im Leitungsteam einer Jugendgruppe, von Mitarbeiterkreisen und Jugendfreizeiten. Im Rahmen der entwicklungsdienstlichen Arbeit des Vereins besuchte sie 1993 die Projekte in Ägypten.

## Werk
Das künstlerische Werk von Vera Lossau ist vielschichtig. Auch wenn die Bildhauerei im Mittelpunkt steht, ist auch die Malerei, die Zeichnung, das Video oder die Performance elementarer Bestandteil ihres künstlerischen Tuns. Eine viel beachtete Performance hatte sie beispielsweise 2006 im Museum kunst palast in Düsseldorf durchgeführt, wo sie mit einem eigens gemieteten Publikum die Frage nach der Bedeutung der öffentlich ausgestellten Kunst ebenso reflektierte, wie die Rolle der Besucher oder die Frage nach der gesellschaftlichen Stellung zeitgenössischer Künstler.
Ihre Arbeiten sind stets spielerische aber auch wissenschaftlich intendierte Reflexionen. Sie bricht mit gewohnten Normen, etwa dann, wenn sie in den Displays der Bochumer U-Bahnhöfe die üblichen Informationen durch Widmungen an die Passanten ersetzt. 2003 führte sie eine solche Aktion durch und schrieb in die LCD-Anzeigen der U-Bahnhöfe Sätze, wie:„Es ist alles in Ordnung. Träumen Sie weiter.“ oder „Bitte langsam. Ich habe es eilig.“ Mit solchen, durchaus humorvollen Irritationen arbeitet sie auch dann, wenn sie Abrissbirnen, die üblicherweise dem Niederreissen baufälliger Häuser dienen, mit winzig kleinen Spiegeln beklebt oder mit Splittern zerstoßener Keramik versieht und damit die Frage der Zerstörung neu stellt. Die Birnen selbst sind nun filigran geworden, und die Scherben, die sie fortan zieren haben den ursprünglichen Zweck der „wrecking balls“ ad absurdum geführt. 
Als Bildhauerin arbeitet sie mit den unterschiedlichsten Materialien, etwa mit Bronze, Keramik, Ton, Glas, Metall, Gips, Epoxydharz, Gießharz, Leuchtstoffröhren und Stoffen.

## Einzelausstellungen
- 2016 Vera Lossau. Eine kurze Geschichte der Löcher, Museum für Angewandte Kunst Köln
- 2010 "con artist", kuratiert von Matthias Erntges, Raum Oberkassel, Düsseldorf
- 2010 Origin Center, zusammen mit Stefanie Bühler, Sammlung Philara, Düsseldorf
- 2009 „dead drop“, Galerie Rupert Pfab, Düsseldorf
- 2009 "Künstlerinnenpreis Nordrhein-Westfalen. Ausstellung der Preisträgerinnen Anja Schrey und Vera Lossau", Ludwig Forum für Internationale Kunst, Aachen
- 2008 „The (beautiful) Farewell“, GAP 18 ERNST und YOUNG Artforum, Düsseldorf
- 2008 „Pokerface“, Museum Hattingen
- 2007 „Saturday Evening Sunday School“, REALACE, Berlin
- 2006 „Library Bums“, Galerie Reimann-Lebègue, Düsseldorf
- 2006 Kunstraum Essen
- 2006 „What´s my name again?“ Kunstbunker Tumulka, München
- 2005 „We are the world!“, Galerie Schüppenhauer, Köln
- 2005 „Who Cares“, MMIII, Kunstverein Mönchengladbach (Kat.)
- 2003 „Schluss mit Deutschland“, Galerie Schüppenhauer, Köln
- 2003 „Fantastic New Habits“, Kulturmagazin Lothringen, Bochum
- 2002 „Rise & Fall of Sleeping Beauties“, Saarländisches Künstlerhaus, Saarbrücken (Kat.)
- 2001 „Durchbruch“, Henrike Höhn Kunstprojekte, Berlin

## Gruppenausstellungen
- 2011 Bronner Residency. Die Stipendiaten. Junge Künstlerinnen und Künstler im israelisch-deutschen Dialog, Kunst im Tunnel (KiT), Düsseldorf
- 2010 Enovos Förderpreis Junge Kunst, Wilhelm Hack Museum, Ludwigshafen
- 2009 „Organ Mix“ u. a. mit Danica Dakic, Sabine Kacunko, Rita McBride, Klaus Mettig Total Museum of contemporary art, Seoul, Korea
- 2009 63. Bergische Kunstausstellung, Museum Baden, Solingen;
- 2009 63. Bergische Kunstausstellung, Galerie der Stadt Remscheid
- 2008 „10 Preisträger“, Vestischer Künstlerbund Recklinghausen
- 2007 “Hunter’s Moon”, London L`est, Hackney, London
- 2007 SummerMMOG, Düsseldorf
- 2007 “Du liebes Tier”, KunstRaum Essen;
- 2006 “I am somewhere here”, IMMA Museum of Contemporary Art, Dublin, Irland
- 2006 “Mietpublikum”, Performance-Event im Museum Kunst Palast, Düsseldorf
- 2006 “Conversation with Art on Art”, Bauhaus to Contemporary Art, Tokyo Opera City Art Gallery, Japan
- 2005 „And the ship is sailing“, Everything is All Right, Alte Volksbank, Borken mit der Stiftung Künstlerdorf Schöppingen und Open Art Galerie (Kat.)
- 2005 „Kleines Affektchen II“, (Everything is All Right), NBK Neuer Berliner Kunstverein, Berlin(Performance-Event)
- 2005 „Kleines Affektchen III“, (Everything is All Right), Museum Kunst Palast, Düsseldorf
- 2005 „I am not a suicidor, I am an investigator“ (Gruppe Everything is All Right), Museum am Ostwall, Dortmund (Kat.)
- 2004 „Kleines Affektchen“, Museum Bochum, Exhibition & Video/Performance Event
- 2004 International ThinkTank, Future Academy, Bangalore, Indien
- 2004 „Überkurator 1“, Trade Apartment (mit Daad-Stipendiaten 2004)
- 2004 „my mum is my dad“, Kunstraum Essen
- 2004 "Photography, Video, Mixed Media", Sammlung DaimlerChrysler, Berlin
- 2004 „Paradies“, Kunstbunker Tumulka, München
- 2003 „Artists of the Year“, Kunstraum Essen
- 2003 „CALENDAR!“ Studio Tommaseo, Trieste Contemporanea, Triest, Italien
- 2003 Artfair Innsbruck, Kunstraum Essen, Österreich
- 2003 „Charlie's place“, Annelie Juda Gallery/Fordham Gallery, London, GB
- 2003 Art Frankfurt, mit KV Ettlingen
- 2003 „Blind dates“, Kulturmagazin Bochum, Performance-Event
- 2003 „Pret-a-porter“, Galerie ART&Henle, Berlin
- 2003 Galerie EB, Brüssel, Belgien
- 2003 "Photography, Video, Mixed Media", Sammlung DaimlerChrysler, Galerie Stadt Sindelfingen
- 2003 „Paradies“, Project M.A.I.S., Berlin Alexanderplatz
- 2003 Art-fair Köln, Performances und Galerie Schüppenhauer
- 2002 Kunstverein Ettlingen, Klasse Jetelová (Kat.)
- 2002 Arco Madrid, von Lintel & Nusser Galerie, Spanien
- 2002 „Little Red Riding Wolf“, Galerie Schüppenhauer, Köln
- 2002 Project M.A.I.S., Liverpool Bienniale, Liverpool, U.K.
- 2002 „Carte Blance à Magdalena Jetelova“, Galerie LAB, Strasbourg, F.
- 2002 „Pret-a-porter“, Kunstraum Essen
- 2001 „Format“, Galerie 10.000, Berlin
- 2001 „Trouvailles“, von Lintel & Nusser Galerie, München
- 2001 Arco Madrid, von Lintel & Nusser Galerie, Spanien
- 2001 Project M.A.I.S., Kulturbunker Blochsplatz, Berlin (Kat.)
- 2001 „HinHer“, Klasse Jetelová, Plasy, Tschechien
- 2001 „Grand Canyon“, Performance-Event, Museum Bochum
- 2000 „Young City Art“, Videoprojektion in Cinema-Programmkino, Düsseldorf
- 2000 Internat. Performance-Kongress Schloss Breulin (Kat.)
- 1999 Klasse Konrad Klapheck, Handwerkskammer Düsseldorf (Kat.)
- 1999 Klasse Konrad Klapheck, Bruno-Goller-Haus, Gummersbach
- 1999 Project M.A.I.S. Kultur-Hochbunker, Köln
- 1998 „ADM“, Gladstone/Victoria, Kanada

## Stipendien, Preise
- 2010 6-monatiger Stipendiumsaufenthalt der Kunststiftung NRW, der Bronner Stiftung, des Goethe-Instituts und der Artists´ Studios in Tel Aviv.
- 2010 Stipendium der Stiftung Künstlerdorf Schöppingen
- 2010 Nominiert für den Enovos Förderpreis Junge Kunst
- 2009 Künstlerinnenpreis des Landes Nordrhein-Westfalen im Bereich Malerische Positionen (Förderpreis)
- 2009 Erwine-Steinblum-Stipendium für junge Kunst, Stiftung kunst:raum sylt quelle
- 2005 Stiftung Künstlerdorf Schöppingen
- 2004 Stipendium der Stadt Mönchengladbach (Josef und Hilde Wilberz-Stiftung)
- 2003–2004 Daad-Stipendium für London
- 2002 Erster Preis des Vestischen Künstlerbundes

## Sammlungen
- DaimlerChrysler Collection
- Josef und Hilde Wilberz-Stiftung